# Rohit Raju
Rohit Raju es un luchador profesional estadounidense. Es muy conocido por haber competido en Impact Wrestling, donde es miembro del Desi Hit Squad, y Fue Campeón de la División X de Impact.
Antes de trabajar para Impact Wrestling, trabajó durante más de diez años en el circuito independiente en promociones que incluían Ring of Honor (ROH), Superkick'D y Xtreme Intense Championship Wrestling (XICW). En su carrera, ha sido Campeón de XICW Xtreme Intense una vez, Campeón de Peso Semipesado de XICW, dos veces Campeón de Peso Pesado del Medio Oeste de XICW y Campeón de Superkick'D King of the 6IX en una ocasión.

## Carrera de lucha libre profesional

### Carrera temprana
Debutó entre 2008 y 2009, bajo el nombre de Hakim Zane. Desde entonces, Zane trabajó en combates en promociones que incluyeron la National Wrestling Alliance y varias afiliadas de NWA.

### Xtreme Intense Championship Wrestling (2013-2018)
El 14 de abril de 2013, Zane obtuvo su primer título como coposeedor del Campeonato en Parejas de XICW con TD Thomas. Mantuvieron los títulos en parejas hasta el 8 de septiembre de 2013 en XICW 167: Jacobs vs. Venom, donde perdieron los títulos ante los retadores Sonny Scarboni y Vinnie Scarboni. Al año siguiente, Zane ganó su primer campeonato individual el 27 de abril de 2014 en XICW 177: Jacobs vs. Shelley, donde derrotó a The DBA para ganar el Campeonato de Peso Pesado del Medio Oeste de XICW. Más tarde perdió el título el 14 de diciembre en XICW 187: Hardcore with a Heart, ante el exluchador de la WWE Shannon Moore.
Al año siguiente, en 2015, Zane ganó el Campeonato de Peso Semipesado de XICW el 17 de enero de 2015 en XICW Best en Detroit VIII , derrotando a Caleb Stills, Chris Sabin y Owen Travers. Tres meses después, el 12 de abril en XICW 192, Zane perdió el título ante Owen Travers en un 2-out-of-3 Falls match. Zane luego ganó el Campeonato de Peso Pesado del Medio Oeste por segunda vez. Su segundo reinado comenzó el 5 de junio de 2016 en XICW 210 después de derrotar a Rhino. Continuó defendiendo el Campeonato de Peso Pesado del Medio Oeste contra rivales como Robbie E y Matt Cross. Su última defensa del título fue el 7 de agosto de 2016 en XICW 213, defendiendo el título con éxito ante Cross.
Durante 2017, Zane compitió por los Campeonatos en Parejas y Peso Pesado del Medio Oeste de XICW en varias ocasiones, sin embargo, no logró ganar ninguno de los títulos por segunda vez. Regresó para un último combate durante un espectáculo de XICW el 13 de julio de 2018, desafiando a Jimmy Jacobs por el Campeonato de Peso Pesado del Medio Oeste, pero no logró ganar el campeonato.

### Superkick'D (2016-2018)
Zane debutó el 11 de marzo de 2016 en Superkick'D Crank'd Party, derrotando a Ashley Sixx. El 8 de julio durante el torneo Superkick'D King of the 6IX 2016, Zane compitió por el Superkick'D King of the 6IX Championship, avanzando en la semifinal después de eliminar a TARIK. La final del torneo se disputó en un combate de escalera de cuatro vías, en el que Zane compitió contra Young Myles, Dylan Bostic y Orlando Christopher.
Al año siguiente, el 17 de marzo de 2017 en Superkick'D Wild for the Night, Zane compitió por el título de Superkick'D King of the 6IX ante Orlando Christopher y el entonces campeón Gavin Quinn, ganando la lucha para ganar el título por primera vez. Perdió el título al mes siguiente en Superkick'D Bad Friday en un combate contra Alessandro Del Bruno, Gavin Quinn y Orlando Christopher.
Zane luchó en su último combate en Superkick'D el 18 de mayo de 2018 en Superkick'D Key to the City, derrotando a Psycho Mike por descalificación.

### Impact Wrestling (2017-2021)
Zane hizo su debut en Impact Wrestling en el episodio del 11 de mayo de 2017 de Impact!, haciendo equipo con Idris Abraham en un combate de parejas que perdieron contra Garza Jr. y Laredo Kid. Seis meses después, Zane regresó en el episodio del 30 de noviembre de Impact! y luchó en su primer combate individual, perdiendo ante Taiji Ishimori. Hizo su última aparición televisada del año en el episodio del 9 de diciembre de Xplosion, perdiendo ante Eddie Edwards.
Zane regresó al año siguiente en el episodio del 11 de enero de 2018 de Impact!, haciendo equipo con Caleb Konley y Trevor Lee en un combate en parejas, perdiendo ante Garza Jr., Dezmond Xavier y Sonjay Dutt. El mes siguiente en el episodio del 8 de febrero de Impact!, Zane debutó con el nombre de ring Rohit Raju, haciendo equipo con El Hijo del Fantasma en un combate en parejas, perdiendo ante Ishimori y Matt Sydal.
El 16 de marzo en Impact One Night Only: March Breakdown, Raju debutó con Gursinder Singh bajo el nombre de equipo Desi Hit Squad. Durante el evento, Desi Hit Squad derrotó a Sheldon Jean y Stone Rockwell. En el episodio del 22 de marzo de Impact!, Raju desafió por el Campeonato de la División X de Impact, pero perdió ante el campeón reinante Sydal. Durante el transcurso del año, Raju y Gursinder Singh compartieron el ring como compañeros de equipo y como oponentes. La lucha final entre ambos fue un combate individual durante el episodio del 11 de octubre de Impact!, en el que derrotó a Gursinder Singh. En el episodio del 1 de noviembre de Impact!, el Desi Hit Squad se modificó con la incorporación de Raj Singh, en sustitución de Gursinder Singh. Durante el episodio, derrotaron a The Beach Bums (Freddie IV & TJ Crawford). Raju luchó en su último combate del año en el episodio del 22 de noviembre de Impact! haciendo equipo con Eli Drake, Glenn Gilbertti, Jake Crist y Katarina Leigh, perdiendo ante Alisha Edwards, Fallah Bahh, Kikutaro, KM y Xavier.
Al año siguiente, Raju regresó con Raj Singh en el episodio del 3 de enero de 2019 de Impact! en un combate en parejas contra Bahh y KM que fue una «audición» observada por Scarlett Bordeaux, que concluyó con la derrota de Desi Hit Squad. Durante el episodio del 25 de enero de Impact!, el Desi Hit Squad perdió un combate en parejas ante The Rascalz (Xavier & Zachary Wentz). Durante los primeros meses de 2019, Raju compitió en combates por parejas. El 9 de marzo en Impact Wrestling-OVW One Night Only: Clash in the Bluegrass, Raju hizo equipo con oVe (Dave Crist, Jake Crist & Madman Fulton) en un combate en parejas contra Dustin Jackson, Melvin Maximus, Sam Thompson y Shiloh Jonze.
En el episodio del 18 de agosto de 2020 de Impact!, el episodio especial Emergence - noche 1, Raju derrotó a Chris Bey para ganar el Campeonato de la Division X de Impact! en una lucha que también involucró a TJP, en el Impact! del 22 de septiembre, derrotó a Trey Miguel y retuvo el Campeonato de la Division X de Impact!. En Bound For Glory, derrotó a Chris Bey, Jordynne Grace, Trey, TJP y a Willie Mack en un Six-Way Scramble Match y retuvo el Campeonato de la Division X de Impact!. En Turning Point, hizo su reto abierto por su Campeonato de la Division X de Impact!, derrotando a Cousin Jake y reteniendo el Campeonato de la Division X de Impact!. En Final Resolution, hizo un reto abierto por su Campeonato de la Division X de Impact!, siendo derrotado por Manik terminando su reinado de 102 días, durante las siguientes semanas estaría diciendo que el tipo bajo máscara es TJP y no Manik, lo cual se pactó que se enfrentaría a Manik y a Chris Bey en una Triple Threat Match por el Campeonato de la Division X de Impact! en Hard To Kill.
El 2 de enero de 2022, Raju anunció su salida de Impact Wrestling.

## Campeonatos y logros
- All American Wrestling
  - AAW Heritage Championship (1 vez, actual)[8]

- Border City Wrestling
  - BCW Can-Am Tag Team Championship (1 vez, actual) - con Raj Singh[9]

- Glory Pro Wrestling
  - Midwest Territory Championship (1 vez, actual, inaugural)[10]

- Impact Wrestling
  - Impact X Division Championship (1 vez)[1]

- Pro Wrestling Illustrated
  - Clasificado en el puesto No. 261 de los 500 mejores luchadores individuales en el PWI 500 en 2019[11]

- Superkick'D
  - Superkick'D King of the 6IX Championship (1 vez)[12]

- Xtreme Intense Championship Wrestling
  - XICW Light Heavyweight Championship (1 vez)[13]
  - XICW Midwest Heavyweight Championship (2 veces)[14]
  - XICW Xtreme Intense Championship (1 vez)[15]
  - XICW Tag Team Championship (1 vez) . con TD Thomas[16]